# George Boyd
George Ian Boyd (* 2. Oktober 1985 in Chatham) ist ein schottischer Fußballspieler.

## FC Stevenage (2002–2007)
George Boyd debütierte in der Saison 2002/03 beim englischen Fünftligisten FC Stevenage. In der Saison 2004/05 erreichte er mit seiner Mannschaft das Play-off-Finale, verlor diese Partie jedoch mit 0:1 gegen Carlisle United. In seiner letzten Spielzeit in Stevenage erzielte er bis Januar 2007 zehn Ligatreffer in der fünften Liga, ehe er den Verein verließ.

## Peterborough United (2007–2013)
Am 8. Januar 2007 wurde der 21-jährige George Boyd vom englischen Viertligisten Peterborough United verpflichtet. Der sich schnell als Stammspieler etablierende Boyd (40 Ligaspiele/12 Tore) gewann in der Spielzeit 2007/08 mit United die Vizemeisterschaft in der Football League Two und sicherte sich damit den Aufstieg in die dritte Liga. Zudem wurde Boyd am Saisonende ins PFA Team of the Year der vierten Liga gewählt. Gesteigert wurde dieser Erfolg in der Football League One 2008/09, als dem Aufsteiger dank einer erneuten Vizemeisterschaft der Durchmarsch in die zweite Liga gelang. Erneut wurde George Boyd ins PFA Team of the Year gewählt. Die Spielzeit in der zweitklassigen Football League Championship 2009/10 gestaltete sich weniger erfolgreich und endete mit dem Abstieg in die dritte Liga. Bereits im März 2010 war Boyd auf Leihbasis zum Ligarivalen Nottingham Forest gewechselt und bestritt bis zum Saisonende sechs Ligaspiele (ein Treffer) für seine neue Mannschaft. 2010/11 gelang ihm mit Peterborough der direkte Wiederaufstieg in die zweite Liga. Nach einem vierten Tabellenplatz, zog der Verein nach einem Erfolg über Milton Keynes Dons ins Play-off-Finale ein. Vor 48.410 Zuschauern im Old Trafford bezwang United Huddersfield Town mit 3:0 und sicherte sich damit den Aufstieg. Mit fünfzehn Treffer zeichnete sich Boyd nach Craig Mackail-Smith (mit 27 Treffern Torschützenkönig) als zweitbester Torschütze seiner Mannschaft aus. In der Football League Championship 2011/12 gelang dem Aufsteiger als Tabellenachtzehnter der Klassenerhalt.
Nachdem zuvor ein erneuter Wechsel auf Leihbasis zu Nottingham Forest unter kontroversen Umständen gescheitert war, wechselte George Boyd am 21. Februar 2013 auf Leihbasis zu Hull City.

## Schottische Nationalmannschaft (2013–)
Im März 2013 wurde George Boyd erstmals in den Kader der schottischen Nationalmannschaft berufen. Nachdem er bei der 1:2-Heimniederlage gegen Wales nicht zum Einsatz gekommen war, bestritt er am 26. März 2013 bei einer 0:2-Auswärtsniederlage im WM-Qualifikationsspiel in Serbien sein erstes Länderspiel für Schottland.